# Music palette
『GA 芸術科アートデザインクラス music palette』（ジーエー げいじゅつかアートデザインクラス ミュージック・パレット）は、テレビアニメ『GA 芸術科アートデザインクラス』のアルバムである。2009年10月28日にavex entertainmentから発売、エイベックス・マーケティング・コミュニケーションズから販売された。

## 概要
- DISC1には主題歌として使われた主要キャラクター5人のキャラクターソングを、DISC2には作中で使われたBGMを収録している。
- ジャケットには、GA1年の5人が描き下ろされている。
- 初回限定盤は、キャラクターデザインの渡辺敦子描き下ろしスリーブジャケット仕様で、特典には渡辺敦子描き下ろしトレーディングカードが付属する。

## 収録曲

### DISC1
1. お先にシルブプレ
歌：彩井高校 GA girls（トモカネ（沢城みゆき）・キサラギ（戸松遥）・ノダミキ（徳永愛）・キョージュ（名塚佳織）・ナミコ（堀江由衣））
作詞：Noria、作曲・編曲：五十嵐“IGAO”淳一
  - テレビアニメオープニングテーマ
2. coloring palettes トモカネいろ
歌：友兼（トモカネ）（沢城みゆき）
作詞：Noria、作曲・編曲：酒井陽一
  - テレビアニメ第1、6話エンディングテーマ
3. coloring palettes キサラギいろ
歌：山口如月（キサラギ）（戸松遥）
作詞：Noria、作曲・編曲：酒井陽一
  - テレビアニメ第2、8話エンディングテーマ
4. coloring palettes ノダミキいろ
歌：野田ミキ（ノダミキ）（徳永愛）
作詞：Noria、作曲・編曲：酒井陽一
  - テレビアニメ第3、7話エンディングテーマ
5. coloring palettes キョージュいろ
歌：大道雅（キョージュ）（名塚佳織）
作詞：Noria、作曲・編曲：酒井陽一
  - テレビアニメ第4、9話エンディングテーマ
6. coloring palettes ナミコいろ
歌：野崎奈三子（ナミコさん）（堀江由衣）
作詞：Noria、作曲・編曲：酒井陽一
  - テレビアニメ第5、10話エンディングテーマ
7. ココロいろ Palettes
歌：GA元気ガールズ（トモカネ（沢城みゆき）・キサラギ（戸松遥）・ノダミキ（徳永愛））
作詞：Noria、作曲：安部純、編曲：武藤星児
  - テレビアニメ第12話、OVAエンディングテーマ
8. 色彩戦隊イロドルンジャー
歌：イロドルンジャー（トモカネ（沢城みゆき）・キサラギ（戸松遥）・ノダミキ（徳永愛）・キョージュ（名塚佳織）・ナミコ（堀江由衣））
作詞：Noria、作曲・編曲：酒井陽一
9. えがいてあ・そ・ぼ！
歌：キサラギ（戸松遥）＋スネコ（ノダミキ（徳永愛））
作詞：桜井弘明、作曲：安部純
10. イロドルンジャーのテーマ
作曲：安部純、編曲：武藤星児
11. お先にシルブプレ（piano ver.）
作曲・編曲：五十嵐“IGAO”淳一

### DISC2
全て作曲：安部純、編曲：武藤星児。
1. GA〜art design class
2. キサラギ（forget me not blue）
3. ノダミキ（Sunflower）
4. キョージュ（Silver Lining）
5. トモカネ（Funky Strawberry）
6. ナミコさん（evergreen）
7. アーさん（Chocolate Street）
8. さめちゃん先生（Dandelion）
9. トモカネ兄（lapis lazuli）
10. アイキャッチ1
11. サブタイトル1
12. Sakura Blossoms
13. DTBT
14. Spring Greens
15. What Color Do You Like?
16. Lemonade Serenade
17. アイキャッチ2
18. Cloud Nine
19. dozy dozy
20. サブタイトル2
21. Poster Color
22. So many minds
23. 4989
24. Sandman
25. Signal Red
26. Heliotrope
27. raspberry dreams
28. Rainbow Chaser
29. Indigo Sky
30. Talkin' Bass
31. Sunset Smile
32. Here We Go
33. Fog
34. 素猫
35. Tale Of Colors
36. 予告